# درنوواتس (شاباتس)
درنوواتس (به صربی: Drenovac) یک منطقهٔ مسکونی در صربستان است که در شاباتس واقع شده‌است. درنوواتس ۲٬۳۴۵ نفر جمعیت دارد.